# کمپ ویرهاوس
کمپ ویرهاوس (انگلیسی: Camp Warehouse) کمپ استقرار نیروهای بین‌المللی کمک به امنیت (ISAF) در طول جنگ در افغانستان (۲۰۰۱–۲۰۲۱) بود. این کمپ در ۱۰ کیلومتری شرق کابل، ولایت کابل در افغانستان قرار داشت. کمپ ویرهاوش که در ابتدا توسط سربازان آلمانی ساخته شد، یک مرکز هماهنگی اصلی برای آیساف و میزبانی گردان‌هایی از چندین کشور بود. این پایگاه برای هماهنگی نیروهای چندملیتی در داخل و اطراف کابل که تجهیزات میزبانی از تعداد زیادی از کشورهای موجود در نیروهای چندملیتی را تشکیل می‌دهند، و همچنین حفظ مرکز عملیات سیگنال آیساف که برای مدیریت پروازها و گشت‌های هوایی آیساف بکار گرفته می‌شد، استفاده می‌گردید.
کمپ ویرهاوس یک بیمارستان صحرایی ساخته شده توسط آلمان داشت که توسط گروه ضربت پزشکی چند ملیتی اداره می‌شد. این بیمارستان بیش از ۶۰۰ مرد، زن و کودک افغان را تحت عمل جراحی قرار داده‌است.